# Fernando Velázquez Medina
Fernando Velázquez Medina (La Habana, 1951) es un escritor, crítico literario y de cine cubano.
Conocido por su novela experimental Última rumba en La Habana, con seis ediciones en castellano y dos en italiano, está considerada una de las obras más representativas del realismo sucio cubano. Su segunda novela, El mar de los caníbales, fue publicada en La Habana por la editorial Letras Cubanas en 2016. El 28 de mayo de 2020 salió la versión italiana con el título Caribe, publicada por la editorial Arkadia (Cerdeña), en su colección de literatura latinoamericana Xaimaca/Jarama, traducida por Marino Magliani y Roberto Ferrazzi.

## Historial
Tras estudiar cine en los antiguos Estudios de Cine y Televisión de las Fuerzas Armadas (ECITVFAR) en 1984, con los directores Fernando Pérez y Daniel Díaz Torres, comenzó a publicar artículos y reseñas sobre cine y literatura en la prensa cubana, en medios como "El Caimán Barbudo", "Revolución y Cultura", "Bohemia", "Letras Cubanas", y "Juventud Rebelde". En 1990 se unió a la poetisa María Elena Cruz Varela en la organización disidente Criterio Alternativo. Un año más tarde redactó, junto a Cruz Varela, una carta donde se pedían cambios políticos a la dirección cubana, misiva que fue firmada por otros ocho creadores, por lo que es conocida como La carta de los diez o Carta de los intelectuales cubanos. 
La carta fue sacada de Cuba por la política norteamericana Harriet Babbit, que se encontraba en La Habana en una misión de Diálogo Interamericano y que luego sería embajadora permanente de Estados Unidos en la OEA. Cuando fue publicada en el exterior, el gobierno cubano acusó a los firmantes de traidores, llegando a amenazarlos con la muerte [cita requerida]. Meses más tarde, Cruz Varela, Velázquez Medina, el traductor Jorge Pomar y otras cuatro personas miembros del grupo, fueron detenidas y condenadas sumariamente a penas de 10 meses a dos años de prisión. Al salir de la cárcel, en 1993, Velázquez permaneció durante dos años en Cuba, hasta que fue conminado a salir del país tras el disturbio de La Habana del 5 de agosto de 1994 [cita requerida]. En el año 1995 se estableció en Nueva Jersey, trabajando en diversos oficios mientras escribía una novela y artículos para varios medios de prensa. En 1999 se convirtió en editor de las páginas de opinión del diario hispano "Hoy" de Nueva York, de la cadena Tribune hasta el año 2004. 
Actualmente reside en Union City, New Jersey, donde escribió su segunda novela El mar de los caníbales, publicada en La Habana por la Editorial Letras Cubanas, en el marco de la apertura llevada a cabo por el ministro de Cultura Abel Prieto. La novela recibió amplia cobertura en los medios literarios cubanos, así como una mención en la TV cubana y un debate radial, que contó con la presencia del autor. 

## Obra
En el 2001, publicó su novela Última rumba en La Habana, influida por exploraciones del lenguaje y la forma hechas anteriormente por Reinaldo Arenas, Guillermo Cabrera Infante, Fernando del Paso, Manuel Puig, Manolo Granados y los escritores mexicanos de la “Onda”, entre ellos, José Agustín. La novela también se caracteriza por la intensa intertextualidad cultural, la utilización de canciones, técnicas cinematográficas, diálogos telescópicos y continuos juegos de palabras. Por su inmersión en el nihilismo y la amoralidad de la actual sociedad cubana, el escritor colombiano Plinio Apuleyo Mendoza, autor del prólogo a la primera edición, comparó esa novela con Viaje al fin de la noche, del escritor francés Louis-Ferdinand Céline. 
El 28 de diciembre de 2008, el poeta y crítico español Pablo Martínez Zarracina (Premio Jaime Gil de Biedma de Poesía), en un artículo titulado "Letras convulsas", llamó la atención sobre esta obra, junto a las novelas de Pedro Juan Gutiérrez, considerándola representativa de la nueva literatura cubana de los noventa y ejemplo de la corriente del realismo sucio. El periodista chileno de "La Tercera", Pedro Scharwze, publicó una nota sobre ella con motivo de su reedición en España. 
La novela fue presentada, en 2009, en la Fundación Hispano-Cubana de Madrid, por el poeta cubano Raúl Rivero, y en noviembre de 2010, en La Casa Hispánica de la Universidad de Columbia de Nueva York, por el novelista español Antonio Muñoz Molina, quien posteriormente escribió sobre este evento en su blog personal, con el título "Amigos cubanos", que fue motivo de un ataque por parte del expresidente del Instituto Cubano del Libro, Iroel Sánchez, en un portal cubano llamado "La pupila Imsomne". 
En 2011, la revista "Revolución y Cultura", órgano del Ministerio de Cultura de Cuba, publicó un número completo dedicado a la obra de José Lezama Lima, como homenaje a su centésimo aniversario. Entre los 17 trabajos escogidos, se incluyó una reseña de Velázquez Medina con el título de "Las estelas de Lezama". 
En septiembre de 2010, durante el II Congreso Iberoamericano de Literatura, la profesora colombiana Miryam Zapata, citó la novela junto a obras de influyentes escritores latinoamericanos como una de las más experimentales, innovadoras y alejadas del canon occidental europeo. 
En junio del 2014 fue presentada en Italia la traducción de esta obra, realizada por el escritor Marino Magliani para la editorial Il Canneto. 
En julio del 2015, el crítico y autor Heiko Caimi publicó una reseña de la novela en INKROCI.COM, que fue traducida al inglés por Silvia Accorrà y republicada en Pocket Reviews.com. 
El 3 de julio de 2015, la revista Letras Cubanas, del Instituto del Libro de Cuba, publicó una entrevista al autor con motivo de la salida en La Habana de su segunda novela, con el título "El Mar de los caníbales: Antropófagos a la vista". En esa entrevista, el escritor cubano admite que su segunda novela tenía una fuerte influencia de las Crónicas de Indias y, sobre todo, de la novela de Fernando del Paso, Noticias del Imperio.
A finales del 2015, se celebró en Alcalá de Henares el "Congreso Internacional de intermedialidad en los siglos XX y XXI: Palabra, imagen y escritura". En el evento, la profesora Roberta Tennenini (Université de Toulouse II - Jean Jaurés, Francia) presentó el estudio semiótico titulado: “Última rumba en la Habana: estética y performatividad del «montaje sucio»”.
En septiembre de 2017 la investigadora italiana Roberta Tennenini, profesora de la Universidad Jean Jaures (Toulouse, Francia), publicó un análisis sobre Última rumba en La Habana.